# Miss Innocence
Miss Innocence er en amerikansk stumfilm fra 1918 af Harry Millarde.

## Medvirkende
- June Caprice - Dolores May
- Marie Shotwell - Fay Gonard
- Robert Walker - Henry Grant / Lawrence Grant
- Frank Beamish - Kale Loomis
- Carleton Macy - James Boyle